# Imó-kői-forrásbarlang
Az Imó-kői-forrásbarlang Magyarország megkülönböztetetten védett barlangjai között van. A Bükki Nemzeti Park területén található. A barlangból tör elő az Imó-forrás.

## Leírás
Felsőtárkány központjától 7,4 kilométerre, Felsőtárkány közigazgatási területén, a Nagy-fennsík déli letörése alatt, a Lök-völgy felső végén, völgyfőben, az Imó-kő déli oldalában, fokozottan védett területen, sziklás terepen, erdőben, sziklafal tövében van a két bejárata. A bejáratok terepjáróval megközelíthetők. A barlangtól 1,4 kilométerre fekszik a Tamás-kúti vendégház. A 450 méter tengerszint feletti magasságban lévő főbejárat 70 centiméter széles, két méter magas, bontott jellegű, téglalap alakú és lejtő tengelyirányú. A másik bejárat 455 méter tengerszint feletti magasságban nyílik.
85 méter hosszan bejárható, 18 méter mélységig feltárt, középső triász mészkőben kialakult, szépen oldott barlang. A tektonika és a sztratigráfia volt az előkészítő tényezője a barlang keletkezésének. Tektonikus törésvonal mentén, normál karsztvízszint alatti oldódással és a kifolyó karsztvíz hatására jött létre. Időszakosan aktív forrásbarlang. Az elágazó, egyszintes barlang hasadék térformájú. Gömbüstök, mennyezeti csatornák, evorziós üstök, hullámkagylók és cseppkőbekérgezések figyelhetők meg benne. Az időszakos barlangi patak 7,8 és 8,2 °C közötti hőmérsékletű. Nem ismert a barlangban vízesés és szifon. A legnagyobb része könnyű mászással, a további részek nehéz mászással megtekinthetők. Barlangjáró alapfelszereléssel bejárható.
1970-ben volt először Imó-kői-forrásbarlangnak nevezve a barlang az irodalmában. Előfordul a barlang az irodalmában Imó-barlang (Lénárt 1977), Imó-forrásbarlang (Lénárt 1979), Imó-forrás kürtője (Bertalan 1976), Imókői-barlang (Bertalan 1976), Imókői-forrásbarlang (Jakucs, Kessler 1962), Imókői forrásbarlang (Schőnviszky 1937) és Imókői forrás barlangja (Láng 1942) neveken is.

## Kutatástörténet
A Turisták Lapja 1937. évi évfolyamában publikálva lett, hogy az aktív forrásbarlang (Imó-kői-forrásbarlang) folyosószerű járata több ágra szakadva 17 m után járhatatlanná válik. Az 1942. március 6-i Országjárásban meg lett említve, hogy a Bükk hegység egyik nevezetes barlangja az imó-kői időszakos forrás barlangja. 1953-ban Szabadkai Béla mérte fel a barlangot, majd a felmérés felhasználásával meg lett rajzolva a barlang 1:100 méretarányú alaprajz térképe. Az 1959. évi Karszt- és Barlangkutatásban az van írva, hogy alsó-ladini sötétszürke és felső-ladini világosszürke mészkő határán jött létre. Az időszakos forrás barlangjába kb. 70 m hosszúságig sikerült bejutni. A járat több helyen tág, 1–2 m széles, 5–6 m magas, más helyeken szűk. Az 1962-ben megjelent, A barlangok világa című könyv szerint a barlang folyosószerű járata 17 m után néhány egyre elkeskenyedő ágra szakad.
1970 májusában a barlangból kilépő időszakos patak vízhozama elérte a 220 litert percenként. Az 1970-ben napvilágot látott, Bükk útikalauz című könyvben az olvasható, hogy a Lök-völgy felső végén, az Imó-kő sziklafalának tövében nyílik az időszakosan aktív, 70 méter hosszú, több ágra szakadó és befelé szűkülő barlang. A barlang száraz az év nagy részében, de tavaszi hóolvadásokkor lökésszerűen nagy mennyiségű vizet vezet le. Valószínűleg ezért kapta nevét az innen kiinduló Lök-völgy. Az Imó-kői-forrásbarlangtól négy kilométerre délre található a Lök-völgyi-barlang. 1972 őszén a Nautilus Könnyűbúvár Barlangkutató Csoport felkereste a kb. 60–70 m hosszú, szűkülettel végződő Imó-kői-forrásbarlangot.
Az 1976-ban befejezett, Bertalan Károly által írt kézirat szerint a Bükk hegységben, Felsőtárkányon elhelyezkedő Imó-kői-forrásbarlang további nevei Imókői-barlang és Imó-forrás kürtője. Az Imó-kő sziklafala tövében, 456 m tengerszint feletti magasságban lévő bejárata egy íves kapu, amely az Imó-forrás fakadási pontja. 70 m hosszú időszakos forrásbarlang. Vízkutatási hasznosítása van. A kézirat barlangra vonatkozó része egy publikáció alapján íródott. 1976-ban vált országos jelentőségű barlanggá az 5300-as (Bükk) barlangkataszteri területen lévő, felsőtárkányi Imó-kői-forrásbarlang. Az 1976-ban kiadott, Bertalan Károly és Schőnviszky László által összeállított Magyar barlangtani bibliográfia barlangnévmutatójában meg van említve a Bükk hegységben lévő barlang Imó-kői-forrásbarlang néven. A barlangnévmutatóban fel van sorolva 12 irodalmi mű, amelyek foglalkoznak a barlanggal.
Az 1977-ben napvilágot látott, Lénárt László által összeállított kiadványban publikálva lett a barlang 1953-ban készült térképe. Az 1977-ben kiadott, Bükk útikalauz című kiadványban az van írva, hogy egy vasajtó zárja le vízhozammérések miatt. Az 1979-ben megjelent, Barlangok a Bükkben című könyvben az olvasható, hogy az őserdő és a Tar-kő között zöld sáv, kék kereszt, majd kék kör jelzésen lehet eljutni az Imó-forrásbarlanghoz. Az időszakos forrás, amikor aktív (főleg tavasszal), akkor eléri a 220 l/p vízhozamot. Száraz időszakban kb. 60 m-es barlangszakasza járható barlangkutatóknak. Felette két néhány m-es hasadékszerű üreg van. A könyvhöz mellékelt, a Bükk hegység barlangokban leggazdagabb területét bemutató térképen látható a 27-es számmal jelölt barlang földrajzi elhelyezkedése.

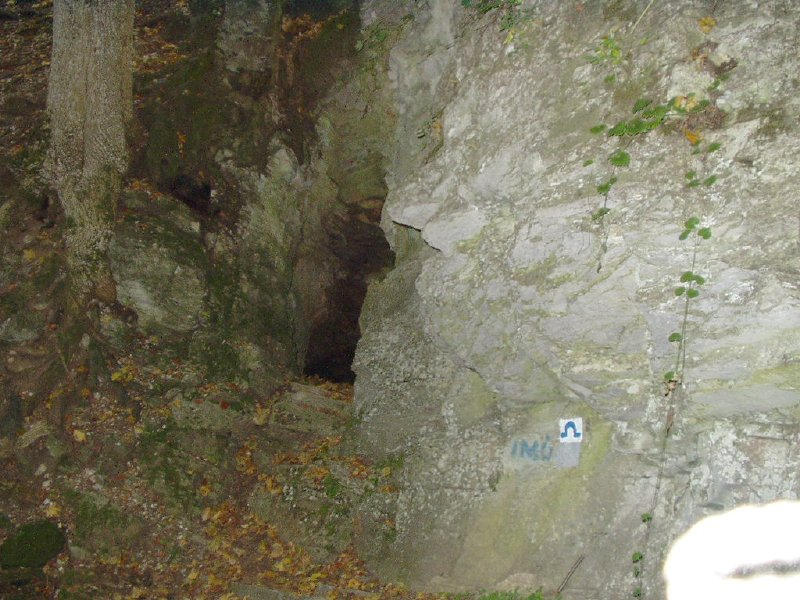
Az Imó-kői-forrásbarlang bejárata

Az 1984-ben napvilágot látott, Magyarország barlangjai című könyv országos barlanglistájában szerepel a Bükk hegységben lévő barlang Imó-kői-forrásbarlang néven Imókői-barlang és Imó-forrás kürtője névváltozatokkal. A listához kapcsolódóan látható az Aggteleki-karszt és a Bükk hegység barlangjainak földrajzi elhelyezkedését bemutató 1:500 000-es méretarányú térképen a barlang földrajzi elhelyezkedése. A barlang 2001-ben készült állapotfelvételi kézirata szerint a vázlatosan felmért és szabadon látogatható barlang 74 m hosszú, 10 m függőleges kiterjedésű, 50 m vízszintes kiterjedésű, 50 m³ térfogatú és 10 m mély. Ezek becsült adatok. Egy jó állapotú depófogó van benne, amely feltáró kutatást segíti. A 2002-ben kiadott könyvfejezetben az van írva, hogy az időszakos karsztforrás bejárata kb. 70 m hosszú barlangba vezet. A könyvben publikálva lett egy Szitta Tamás által készített színes fénykép, amely a forrást mutatja be működés közben.
Szabó Gergely, Szántó Gyula és Taskó Dániel 2003. november 1–2-án és 2003. december 1-jén felmérték a barlangot. Taskó Dániel a 2003. évi barlangfelmérés felhasználásával, 2004. január 2-án elkészítette a barlang vázlatos alaprajz térképét, 22 keresztmetszet térképét és vázlatos kiterített hosszmetszet térképét. A felmérés szerint a barlang 95 m hosszú és 23 m mély. A 2005-ben megjelent, Magyar hegyisport és turista enciklopédia című kiadványban önálló szócikke van a barlangnak. A szócikk szerint az Imó-kői-forrásbarlang a Bükk hegységben található védett természeti érték. Felsőtárkány közelében, az Imó-kő D-i oldalában, 450 m tszf. magasságban van a bejárata. 74 m hosszú és 10 m mély a triász mészkőben keletkezett és szépen oldott forrás. Látványos természeti jelenség időszakos aktivitása.
A Bükki Nemzeti Park Igazgatóság működési területén, a Bükk hegységben elhelyezkedő és 5343/38 kataszteri számú Imó-kői-forrásbarlang, 2006. február 28-tól, a környezetvédelmi és vízügyi miniszter 8/2006. KvVM utasítása szerint, megkülönböztetett védelmet igénylő barlang. A Bükki Nemzeti Park Igazgatóság működési területén lévő és 5343-38 kataszteri számú Imó-kői-forrásbarlang, 2012. február 25-től, a vidékfejlesztési miniszter 4/2012. (II. 24.) VM utasítása szerint, megkülönböztetetten védett barlang.

## Egyéb
Az Imó-forrás korábbi kitörési pontját keresve fedezték fel a Tar-kői-kőfülke sok pleisztocén kori csontmaradványt tartalmazó belső üregét.

## További irodalom
- Bárány László: Időszakos források a Bükk-fennsík D-i oldalán. Földrajzi Közlemények, 1926. (54. köt.) 225–226. old.
- Bárány László: Az Egri-Bükk karsztos jelenségei. Ifjúság és Élet, 1931/1932. (7.) évf. 321–324. old.
- Dancza János: A Bükkhegység rejtett cseppkőbarlangjai. Természetbarát, 1936. (24. évf.) 1. sz. 2., 4. old.
- Erdey Gyula: Bükk útikalauz. Budapest, Sport, 1956. 167–168. old.
- Szmrecsányi Miklós: Eger és környéke részletes kalauza. Budapest, 1930. 73–74. old.
- Tóth Géza: Az általunk kutatott Imó-kői karsztforrás adatai. Kézirat, 1976.
- –: Imókő. Reggeli Hírlap, 1932. április 29. 6. old.